# Поддон (часть лафета)

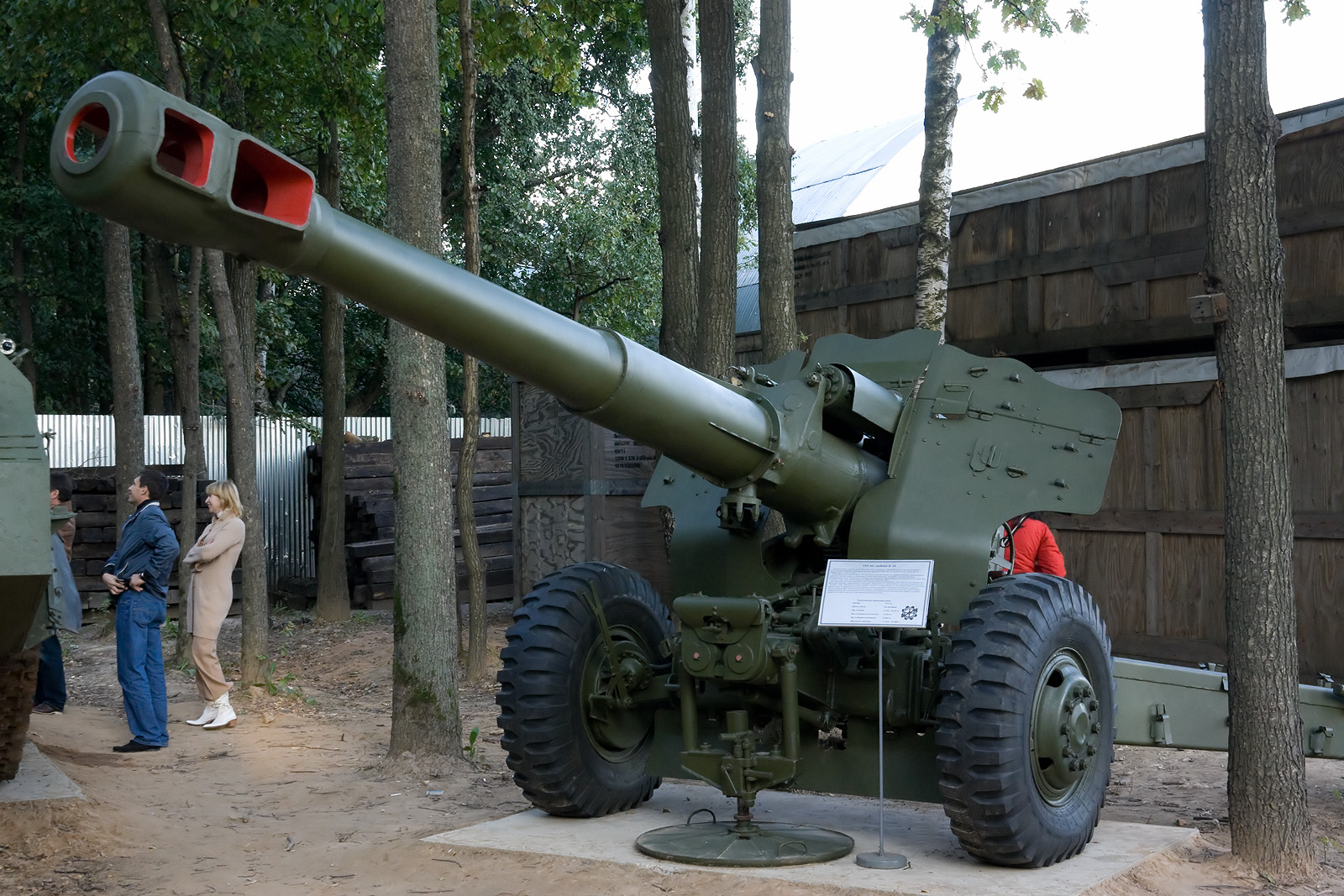
Советская 152-мм пушка-гаубица Д-20 с поддоном в боевом положении

Поддон — конструкционный элемент нижнего станка на лафете многих буксируемых артиллерийских систем, используемый для обеспечения надёжной опоры при ведении огня. Как правило, представляет собой гидравлический или винтовой домкрат с опорным основанием тарельчатого типа.

## Применение
Огневое средство вывешивается с помощью поддона с отрывом колёс от грунта, при этом, если орудие имеет две станины, то в боевом положении оно приобретает третью точку опоры, что положительно сказывается на устойчивости всей системы по сравнению со стрельбой с колёс. Такую конструкцию имеют, например, советские 152-мм гаубицы 2А65, 152-мм пушки 2А36, 152-мм пушки-гаубицы Д-20. В ряде других систем, например — у 122-мм гаубицы Д-30 или 125-мм противотанкового орудия 2А45, лафеты которых имеют три опорные станины, наличие поддона позволяет вести круговой обстрел.